# Břehouš velký
Břehouš velký (Limosa fedoa) je bahňák z rodu břehouš (Limosa) z čeledi slukovití (Scolopacidae). Jedná se o největšího zástupce břehoušů. Páří se ve středních částech severních Spojených států, na Aljašce a na jihu střední Kanady, na zimu migruje hlavně do pobřežních oblastí Spojených států, Mexika a střední Ameriky.

## Taxonomie
První popis druhu pochází z roku 1758 z pera švédského přírodovědce Carla Linného, který druh zařadil do svého přelomového 10. vydání knihy Systema Naturae.
Binomické jméno druhu zní Limosa fedoa. Rodové jméno Limosa pochází z latiny a znamená „bahnitý“ (z latinského limus, „bahno“) a odkazuje k upřednostňovanému biotopu břehoušů. Druhové jméno fedoa pochází ze staroangličtiny; jedná se o synonymum pro břehouše (v moderní angličtině godwit).
Rozeznávají se dva poddruhy:
- L. f. beringiae (Gibson & Kessel, 1989), páří se na Aljašském poloostrově
- L. f. fedoa (Linnaeus, 1758), páří se v Kanadě a ve Spojených státech

## Popis
Břehouši velcí jsou statní bahňáci s tělem aerodynamického tvaru, dlouhýma tenkýma nohama a dlouhým tenkým zobákem jemně zahnutým nahoru. Měří kolem 42–48 cm, rozpětí křídel dosahuje 74–78 cm, váží kolem 285–454 g. Samice jsou o něco větší než samci.
Svatební šat je na svrchní straně skořicově žlutohnědý s tmavým kropením. Spodní strana je světle skořicová. Krk, hruď a boky mají jemné světle hnědé kropení. Prostý šat má stejné vzorování jako svatební s tím rozdílem, že je mnohem bledší a vzorování je jednodušší. Skořicová barva prostého šatu vyniká hlavně za letu, když kontrastuje s černými konci primárních letek. Juvenilní jedinci mívají podobné zbarvení jako dospělci v prostém šatu, jen svrchní části mají o něco sytější žlutohnědé barvy a spodní části ještě o něco sytější skořicové.
Je podobný břehoušovi rudém, od kterého se liší hlavně bledě bílou hlavou a bílým kostřecem.

## Rozšíření a habitat

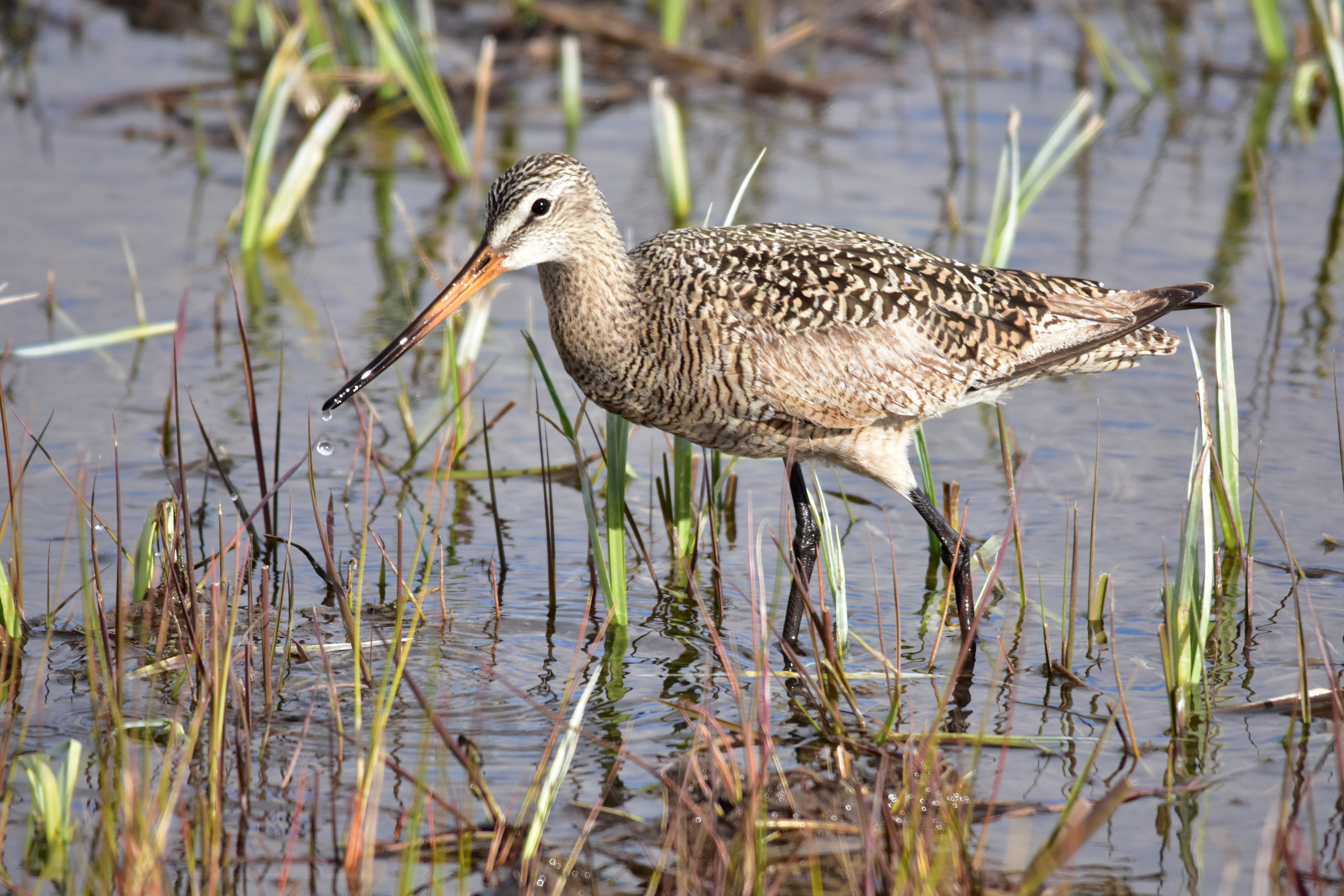
Břehouš velký v typickém habitatu

Jsou rozšíření hlavně ve středních částech severních Spojených států amerických, jižní Aljašky a jižní části střední Kanady, kde se páří. Vyhledávají hlavně otevřenou mokřadní krajinu s nepříliš hustou trávou. Vedle husté vegetace jim vadí i vysoké stromy. Občas je lze spatřit u rybníčků, na pastvinách a polích se senem.
V zimních měsících se stahují do teplejších zimovišť, především při východním i západním pobřeží Spojených států, Mexika a střední Ameriky. Při migrační cestě je lze spatřit i ve vnitrozemských močálech a bažinách, mělkých rybníčcích, podél říčních delt a oceánských zátok.
Celková populace se k roku 2012 odhadovala na cca 174 tisíc kusů.

## Biologie a chování

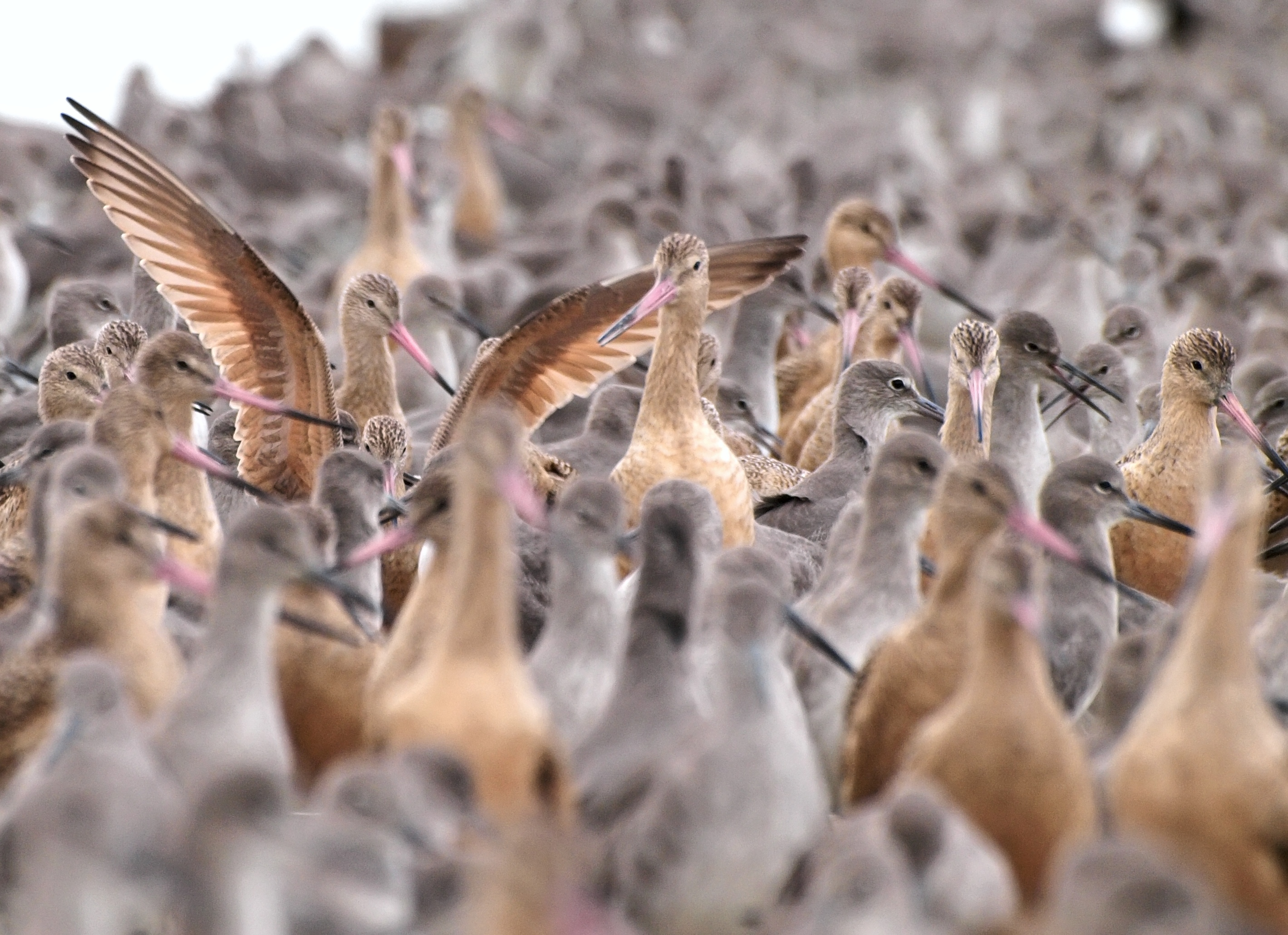
Břehouš velký často tvoří hejna s jinými bahňáky (zde s vodouši břehoušovitými)

Rozmnožování začíná v dubnu a červnu namlouvacími lety samců, kteří předvádí své okružní lety nad hejnem a hlasitě se přitom projevují. Jakmile se o samce začne zajímat samice, samec začne s hloubením hnízda, který nejprve představuje jen důlek v zemi. Jakmile ho samice schválí a vztah začne být vážný, oba partneři nejdříve dokončí hnízdo, načež dochází ke kopulaci.
Hnízda bývají na otevřených travnatých pláních, někdy si hnízdo postaví přímo na vegetaci na vodě. Samice klade 4 vejce, inkubují oba partneři. Inkubace trvá kolem 24–26 dnů. Prvních cca 2–4 týdny po narození se o mláďata starají oba rodiče, avšak poté se většinou samice odděluje a samec zůstane s mláďaty až do doby, kdy se naučí létat. Může se dožít až 29 let.
Živí se hlavně bezobratlými živočichy, potravu doplňuje občas i rostlinami. Potravu hledá tak, že při vykračování bahnem či močálem zastrkuje do bláta svůj dlouhý citlivý zobák; občas zasune pod vodu celou hlavu.

## Ohrožení a ochrana
I když je populace na ústupu, populační trend není natolik výrazný, aby ho Mezinárodní svaz ochrany přírody považoval za zranitelný druh (zranitelný taxon je ten, jehož populace poklesne o více než 30 % za 10 let nebo během tří generací). I přes klesající trend je tedy druh hodnocen jako málo dotčený.

## Galerie

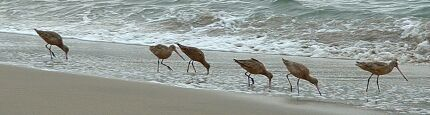
Břehouši při krmení v Kalifornii
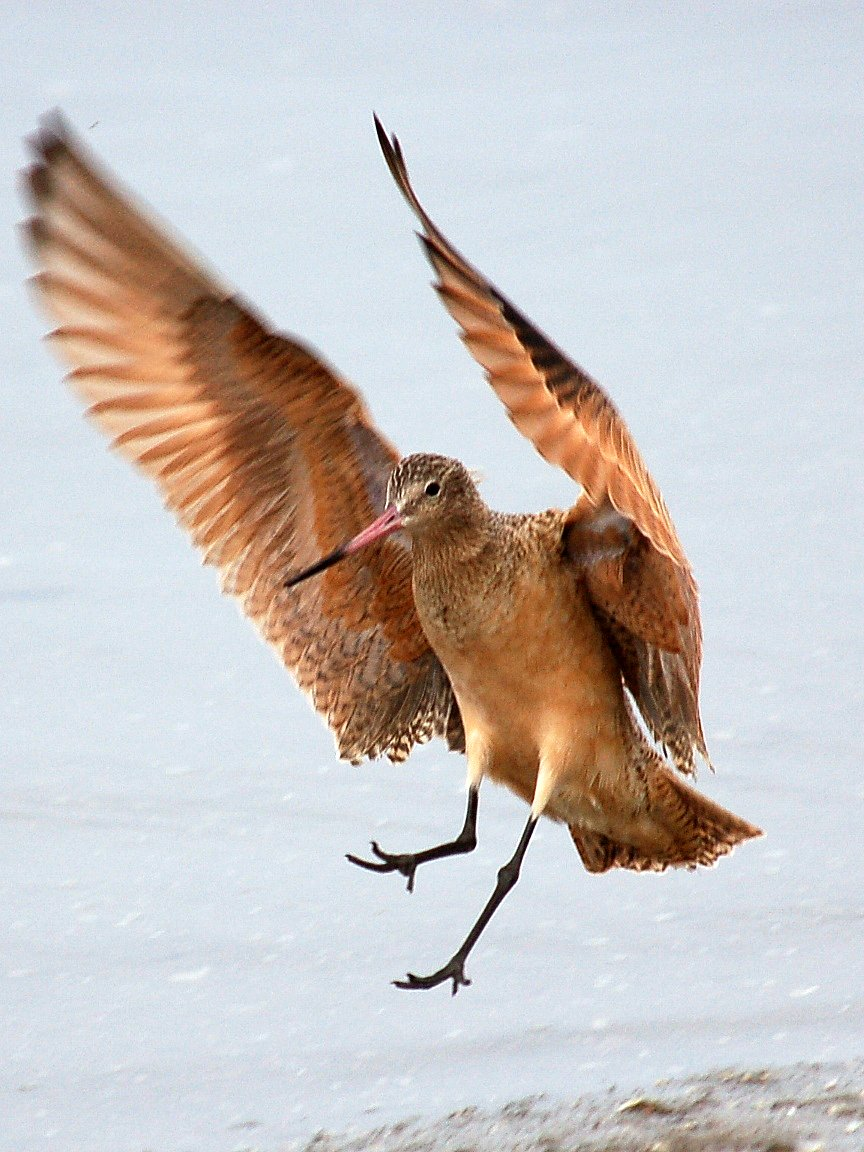
Přistávání
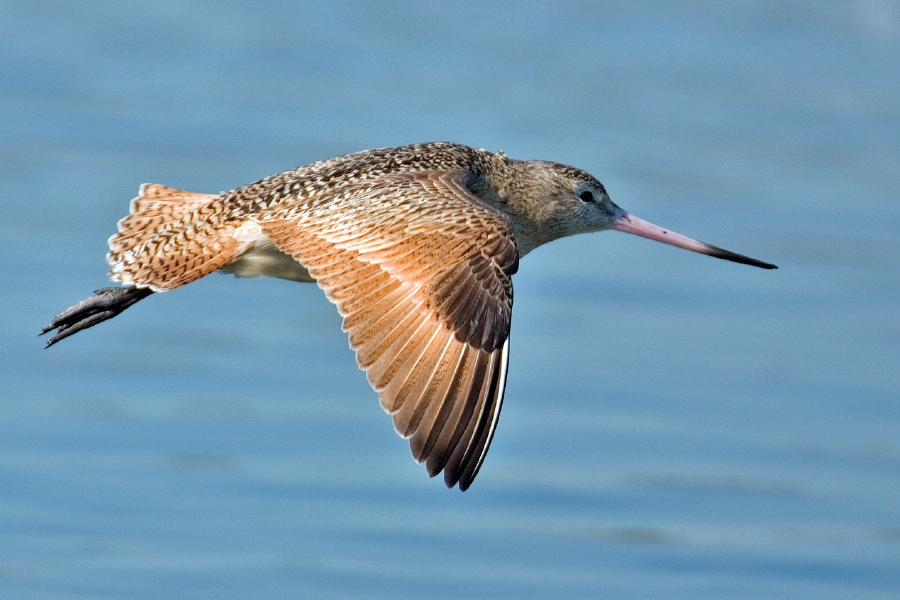
Jedinec v letu
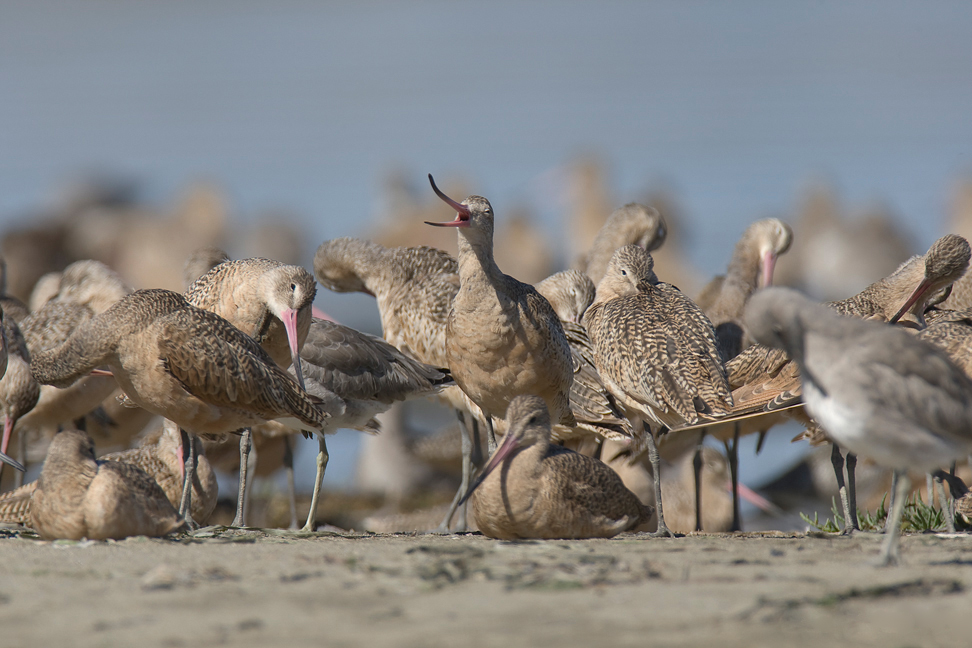
Hejno břehoušů velkých
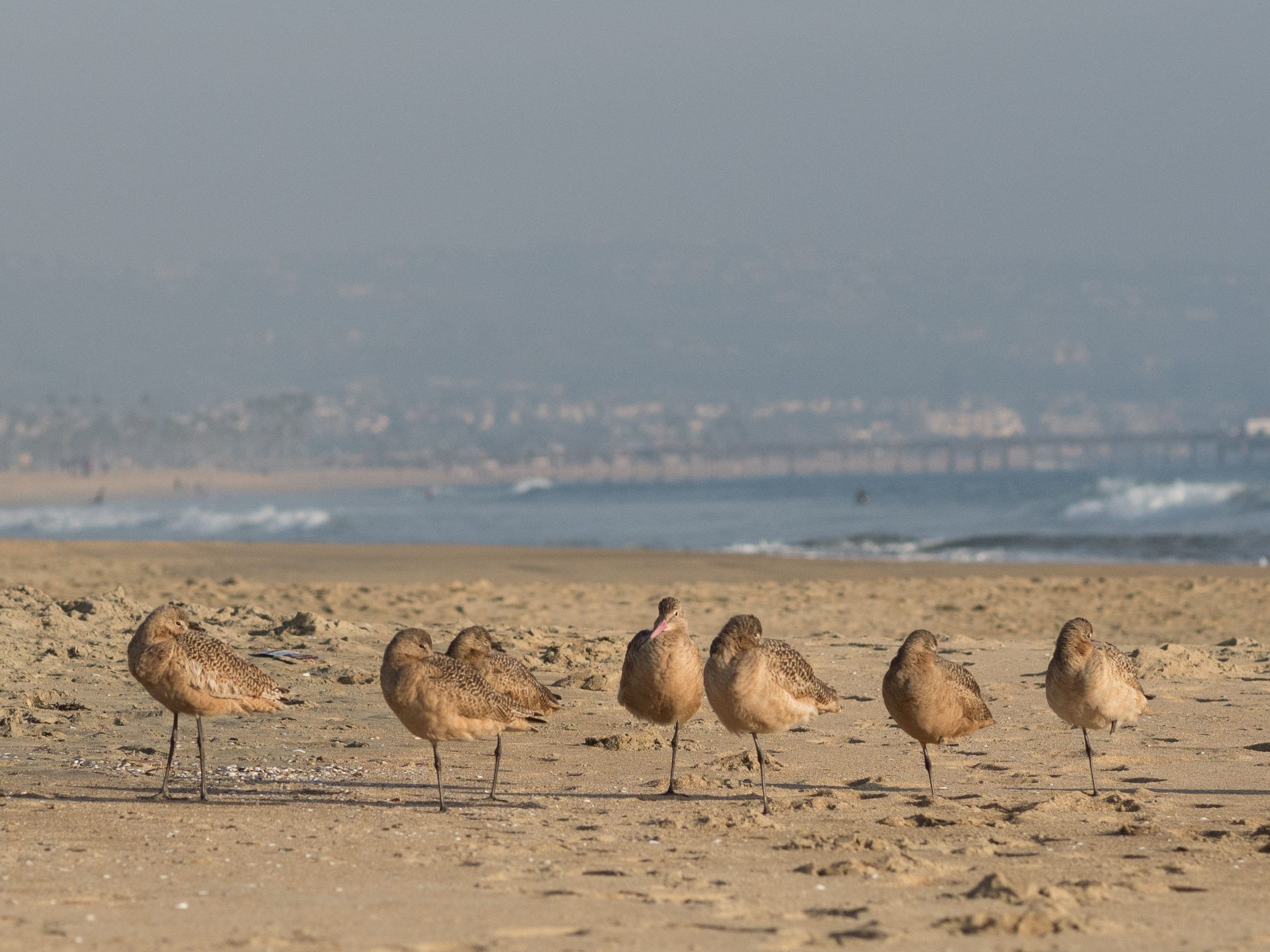
Břehouši ve spánku